# Sarvastjärnen
Sarvastjärnen är en sjö i Älvsbyns kommun i Norrbotten och ingår i Piteälvens huvudavrinningsområde. Sjön har en area på 0,291 kvadratkilometer och ligger 258,1 meter över havet.

## Delavrinningsområde
Sarvastjärnen ingår i det delavrinningsområde (729388-170606) som SMHI kallar för Mynnar i Vistån. Medelhöjden är 297 meter över havet och ytan är 29,98 kvadratkilometer. Det finns inga avrinningsområden uppströms utan avrinningsområdet är högsta punkten. Sarvasbäcken som avvattnar avrinningsområdet har biflödesordning 3, vilket innebär att vattnet flödar genom totalt 3 vattendrag innan det når havet efter 110 kilometer. Avrinningsområdet består mestadels av skog (86 procent). Avrinningsområdet har 0,42 kvadratkilometer vattenytor vilket ger det en sjöprocent på 1,4 procent.